# Astrocoenia
Genre
Astrocoenia forme un genre éteint de coraux de la famille des Astrocoeniidae.

## Liste d'espèces
Selon Paleobiology Database (21 juin 2015), Astrocoenia comprend les espèces suivantes :
- Astrocoenia aegyptiaca
- Astrocoenia barranquinensis
- Astrocoenia bistellata
- Astrocoenia blanfordi
- Astrocoenia budaensis
- Astrocoenia calixtoensis
- Astrocoenia dachiardii
- Astrocoenia decaturensis
- Astrocoenia dickersoni
- Astrocoenia dixae
- Astrocoenia excavata
- Astrocoenia gerthi
- Astrocoenia gibbosa
- Astrocoenia gregoryi
- Astrocoenia guantanamensis
- Astrocoenia hexactis
- Astrocoenia idahoensis
- Astrocoenia immersa
- Astrocoenia incrustans
- Astrocoenia jamaicaensis
- Astrocoenia japonica
- Astrocoenia jukesbrownei
- Astrocoenia laminosa
- Astrocoenia lobatorotundata
- Astrocoenia meinzeri
- Astrocoenia miocenica
- Astrocoenia multigranosa
- Astrocoenia nana
- Astrocoenia nathani
- Astrocoenia newtoni
- Astrocoenia nidiformis
- Astrocoenia nuevitasensis
- Astrocoenia numisma
- Astrocoenia oppelii
- Astrocoenia palmata
- Astrocoenia peruviana
- Astrocoenia portoricensis
- Astrocoenia rariseptata
- Astrocoenia reussiana
- Astrocoenia scyphoidea
- Astrocoenia simplex
- Astrocoenia somalica
- Astrocoenia spongilla
- Astrocoenia subreticulata
- Astrocoenia tuberosa
- Astrocoenia zitteli